# Thái Biện
Thái Biện hay Sái Biện (1048-1117; chữ Hán: 蔡卞) là đại thần nhà Bắc Tống trong lịch sử Trung Quốc.

## Sự nghiệp
Thái Biện tự là Nguyên Độ (元度), người Tiên Du, Hưng Hóa. Cha ông là Thái Chuẩn, anh ông là Thái Kinh, sau này 5 lần làm thừa tướng nhà Bắc Tống.
Niên hiệu Hy Ninh thời Tống Thần Tông (1058-1078), Thái Biện cùng anh là Thái Kinh lên thi ở kinh thành Khai Phong, cả hai anh em cùng đỗ Tiến sĩ.
Thái Biện được Thừa tướng Vương An Thạch đang thi hành "Khang Ninh biến pháp" quý mến và gả con gái cho và thăng tiến rất nhanh, lên chức Trung thư xá nhân kiêm Thị giảng. Thái Kinh cũng tỏ ra là người ủng hộ biến pháp của Vương An Thạch nên được thăng làm Thôi quan ở Thư châu.
Sau đó anh em Thái Biện cùng được thăng làm Trung thư xá nhân. Trong khi Thái Kinh trải qua nhiều thăng trầm trên quan trường, Thái Biện ít gặp biến động hơn. Ông chuyển sang chức vụ Đồng tri gián viện.
Năm 1086, Tống Triết Tông lên ngôi, Thái Biện được bổ nhiệm làm Lễ bộ thị lang. Năm 1094 đầu niên hiệu Thiệu Thánh, nhờ khéo ca tụng công đức của vua, Thái Biện được giao soạn quốc sử.
Năm 1097, Thái Biện giữ chức Thượng thư tả thừa. Ông thực thi đường lối theo học thuyết Thiệu thuật (Thuật trị nước trong niên hiệu Thiệu Thánh).
Năm 1100, Tống Huy Tông lên ngôi, quan gián nghị Trần Quán tố cáo 6 tội của Thái Biện khiến ông bị giáng chức.
Năm 1102, anh ông là Thái Kinh được thăng làm Hữu thừa tướng, Thái Biện được phục chức, về triều làm Trung thái ất cung sứ, rồi thăng chức Tri khu mật viện sứ.
Năm 1103, Thái Kinh được thăng từ Hữu thừa tướng lên Tả thừa tướng, Thái Biện làm việc dưới quyền anh, nhưng hai anh em lại có chính kiến khác nhau. Nhân việc Thái Biện nghi ngờ Trương Hoài Tố mưu phản, vua Huy Tông xét thấy không đúng nên giáng chức ông làm Thị độc.
Một thời gian sau Thái Biện được điều sang làm Khai phủ nghi đồng tam tư tri sĩ.
Năm 1117, Thái Biện qua đời, thọ 69 tuổi. Trước tác ông còn để lại là Mao thi danh vật giải.